# Czesław Wójcikowski
Czesław Wójcikowski (ur. 7 kwietnia 1941 w Kielcach) – profesor nauk medycznych, specjalizujący się w położnictwie, ginekologii oraz diagnostyce laboratoryjnej.

## Życiorys
W 1965 roku uzyskał dyplom lekarza medycyny po ukończeniu studiów na Wydziale Lekarskim Akademii Medycznej w Gdańsku. (AMG). W latach 1965–1977 asystent i adiunkt w Zakładzie Biochemii Klinicznej AMG. W latach 1976/77, 1980-01, 1984-85 był stypendystą Fundacji Alexandra von Humboldta w Klinice Chorób Wewnętrznych Uniwersytetu w Ulm (Niemcy). W 1976 ukończył kurs języka niemieckiego w Goethe Institute in Balaubeuren (Niemcy). W 1987 r. po powrocie ze stypendium naukowego Alexandra von Humboldta w Klinice Chorób Wewnętrznych Uniwersytetu w
Ulm (Niemcy) przeszedł do Instytutu Położnictwa i Chorób Kobiecych AMG obejmując stanowisko kierownika Samodzielnej Pracowni Diagnostyki Laboratoryjnej i Endokrynologii Ginekologicznej, przekształconej w 2000 r. w Zakład Ginekologii Endokrynologicznej zostając jego kierownikiem. W latach 1987–1988 stypendysta w Klinice Endokrynologii Uniwersytetu Chicago (USA). Od 2001 był zastępcą dyrektora ds. naukowych Instytutu Położnictwa i Chorób Kobiecych. W 2006 r. przeszedł na emeryturę, będąc przez następne kilka lat aktywnym wykładowcą i uczestnikiem zjazdów naukowych.
Autor ponad 300 prac i doniesień naukowych oraz kilkunastu patentów polskich i zagranicznych. Promotor 13 prac doktorskich.
Żonaty od 58 lat i ma dwoje dzieci: syna Marka i córkę Beatę oraz czworo wnuków.

## Odznaczenia resortowe i honorowe
Brązowy Medal za zasługi dla Obronności Kraju (1986), Złota Honorowa Odznaka Zasłużonego dla Polskiego Stowarzyszenia Diabetyków, Rycerski Medal Przyjaźni (2016), Obywatel Honorowy miasta Indianapolis (USA), członek honorowy Polskiego Stowarzyszenia Diabetyków, Specjalne Wyróżnienie Kryształowy Koliber (2006) Program Edukacyjny Polskie Stowarzyszenie Diabetyków. Nagroda naukowa I-go stopnia Ministra Zdrowia i Opieki Społecznej.
Redaktor Naczelny czasopisma „Diabetologia Polska”, przewodniczący Rady Naukowej czasopisma „Diabetologia Praktyczna”, red. Current Opinion in Endocrinology & Diabetes.

## Inne
W 2023 r. opublikował książkę „Życie przeszłe i teraźniejszość” autorstwa Jacka Stachurskiego obciążonego ciężką postacią choroby Little, a bez możliwości samodzielnego pisania.